# Dichroa
Dichroa é um género botânico pertencente à família Hydrangeaceae. É nativo do leste e do sudeste da Ásia. Estes são arbustos decíduos que crescem até 1–3 m de altura, com as suas folhas dispostas em pares opostos. As flores são produzidas numa ampla inflorescência semelhante à do género relacionado Hidrangea. A fruta é uma fruta-ata-azul metálica brilhante.